# Nadiya Dusanova
Nadiya Dusanova (parfois Nadejda) (née Balzhumatova le 17 novembre 1987) est une athlète ouzbèke, spécialiste en saut en hauteur. Elle est une des athlètes les plus rayonnantes du saut en hauteur asiatique.

## Carrière
Elle a réalisé 1,98 m à Tachkent le 17 juillet 2008, performance reconnue par la IAAF que Athletics 2009 qualifie toutefois d'« irrégulière » avec un point d'interrogation.
Elle a obtenu 1,95 m à Suzhou le 23 mai 2009 et avait un record de 1,91 m en 2007 (à Pune). C'est la première ouzbèke à obtenir un titre asiatique en franchissant 1,90 m lors des Championnats de Pune en 2013.
L'Ouzbek commence sa saison hivernale 2016 au meeting de Split où elle se classe troisième du concours avec un saut à 1,88 m maitrisé à son premier essai. Elle échoue par trois fois à 1,91 m et est devancée par la Croate Blanka Vlašić (1,95 m) et la Tchèque Michaela Hruba (1,93 m). Elle égale cette marque pour devenir vice-championne d'Asie en salle le 21 février derrière sa compatriote Svetlana Radzivil (1,92 m).
Le 14 mai 2016, Dusanova franchit 1,94 m au Shanghai Golden Grand Prix et gagne ses premiers points lors d'un meeting de la Ligue de diamant. Quatre jours plus tard, l'Oubzek se classe 3e du World Challenge Beijing avec 1,90 m, échouant à 1,93 m. Elle est devancée par la Bulgare Mirela Demireva (1,93 m) et sa compatriote Svetlana Radzivil (1,90 m),.
Elle est battue le 8 juin 2016 par Svetlana Radzivil lors du Filothei Women Gala d'Athènes, 1,93 m contre 1,95 m. Elle est éliminée en qualifications des Jeux olympiques de Rio malgré une performance d'1,92 m (barre qui suffisait à entrer en finale lors de tous les championnats depuis 2012).
Le 6 mai 2017, elle remporte le meeting en plein air de Liège (Belgique) avec 1,90 m.
Le 7 juillet, elle remporte son second titre de championne d'Asie à Bhubaneswar, avec un saut à 1,84 m, sous une pluie torrentielle, en battant notamment Yeung Man Wai et deux autres Chinoises.
Le 1er février 2018, elle remporte son premier titre aux championnats d'Asie en salle avec une marque d'1,87 m, devançant l'Iranienne Sepideh Tavakoli et la Kazakhe Nadezhda Dubovitskaya, toutes deux médaillées avec 1,80 m. Le 7 février, à Brno, elle saute 1,92 m et remporte la compétition.
Le 29 août 2018, lors des Jeux asiatiques de Jakarta, Nadiya Dusanova remporte la médaille d'argent de la compétition et améliore sa meilleure performance de la saison à 1,94 m, son meilleur saut depuis mai 2016. Elle est devancée par sa compatriote et partenaire d'entraînement, double tenante du titre, Svetlana Radzivil (1,96 m),.

## Vie privée
Elle est mère deux enfants. Elle met au monde le deuxième en 2015.

## Palmarès
| Date | Compétition                     | Lieu        | Résultat | Marque |
| ---- | ------------------------------- | ----------- | -------- | ------ |
| 2006 | Championnats d'Asie en salle    | Pattaya     | 5e       | 1,78 m |
| 2006 | Championnats d'Asie juniors     | Macao       | 3e       | 1,84 m |
| 2006 | Championnats du monde juniors   | Pékin       | 11e      | 1,80 m |
| 2007 | Championnats d'Asie             | Amman       | 6e       | 1,88 m |
| 2009 | Jeux asiatiques en salle        | Hanoi       | 1re      | 1,93 m |
| 2009 | Championnats d'Asie             | Pune        | 2e       | 1,90 m |
| 2010 | Championnats du monde en salle  | Doha        | 7e       | 1,91 m |
| 2010 | Jeux asiatiques                 | Canton      | 2e       | 1,93 m |
| 2010 | Coupe continentale              | Split       | 3e       | 1,88 m |
| 2013 | Championnats d'Asie             | Pune        | 1re      | 1,90 m |
| 2014 | Jeux asiatiques                 | Incheon     | 3e       | 1,89 m |
| 2016 | Championnats d'Asie en salle    | Doha        | 2e       | 1,88 m |
| 2017 | Jeux de la solidarité islamique | Bakou       | 1re      | 1,80 m |
| 2017 | Championnats d'Asie             | Bhubaneswar | 1re      | 1,84 m |
| 2017 | Jeux asiatiques en salle        | Achgabat    | 1re      | 1,86 m |
| 2018 | Championnats d'Asie en salle    | Téhéran     | 1re      | 1,87 m |
| 2018 | Jeux asiatiques                 | Jakarta     | 2e       | 1,94 m |
| 2019 | Championnats d'Asie             | Doha        | 1re      | 1,90 m |

## Records
| Épreuve         | Épreuve      | Performance | Lieu                      | Date                                     |
| --------------- | ------------ | ----------- | ------------------------- | ---------------------------------------- |
| Saut en hauteur | En plein air | 1,98 m      | Tashkent                  | 17 juillet 2008                          |
| Saut en hauteur | En plein air | 1,95 m      | Suzhou New Delhi Tachkent | 23 mai 2009 30 juillet 2010 22 juin 2012 |
| Saut en hauteur | En salle     | 1,96 m (NR) | Tachkent                  | 21 février 2009                          |